# Abu Ayyub al-Masri
Abu Ayyub al-Masri (Arabisk: أبو أيّوب المصري) og Abu Hamza al-Muhajir (Arabisk: أبو حمزة المهاجر) er ifølge FBI og U.S. State Department to pseudonymer for samme person. En Reuters artikel fortalte at han ifølge en islamistisk hjemmeside var udråbt til den nye leder af al-Qaeda i Irak 12. juni 2006.